# Cheng Hao
Cheng Hao (ur. 1032, zm. 1085), znany też jako Cheng Mingdao (程明道) – uczony z czasów dynastii Song.
Był starszym bratem Chenga Yi oraz bratankiem Zhanga Zaia. Przez rok kształcił się razem z Zhou Dunyi. Piastował liczne stanowiska w administracji państwowej. Jego aktywność filozoficzna w wielu punktach łączyła się z działalnością Chenga Yi. Razem z nim podejmował refleksje o sercu-umyśle, naturze ludzkiej, Niebiańskiej Zasadzie czy samodoskonaleniu. Bracia uznawali dychotomię stanowiącej budulec wszechświata siły materialnej qi oraz pierwotnej i nadrzędnej wobec niej zasady li. Ich wspólne poglądy legły u podstaw szkoły Luoxue.
Wśród samodzielnie wypracowanych przez niego poglądów można znaleźć twierdzenie o tym, że uniwersalna zasada mieści się w sercu-umyśle, przez którego poszerzanie można poznać Niebo, człowiek natomiast stanowi jedność z dziesięcioma tysiącami bytów. Inspirując się dziełem Ximing Zhanga Zaia oraz doktryną Mencjusza wysunął pogląd, iż główną cechą humanitarności jest odczuwanie jedności ze wszystkimi rzeczami. 
Zaliczany do Pięciu Mistrzów początkowego okresu rządów Songów.